# Acalolepta noctis
Acalolepta noctis är en skalbaggsart som beskrevs av Goussey 2007. Acalolepta noctis ingår i släktet Acalolepta och familjen långhorningar. Inga underarter finns listade i Catalogue of Life.